# Andreaea amblyophylla
Andreaea amblyophylla är en bladmossart som beskrevs av C. Müller och Brotherus 1895. Andreaea amblyophylla ingår i släktet sotmossor, och familjen Andreaeaceae. Inga underarter finns listade i Catalogue of Life.